# Alexander Filippou
Alexander Constantin Filippou (* 19. August 1958 in Thessaloniki, Griechenland) ist ein griechisch-deutscher Chemiker und seit 2005 Professor für Anorganische Chemie an der Rheinischen Friedrich-Wilhelms-Universität Bonn.

## Biografie
Filippou studierte von 1976 bis 1982 Chemie an der Technischen Universität München. Das Studium schloss er mit einer Diplomarbeit (summa cum laude) Über die Bildung eines anionischen Carbin-Komplexes in der Gruppe von E. O. Fischer ab. Ebenfalls in dieser Gruppe erarbeitete er seine Dissertations (summa cum laude) Neue Wege über neutrale, substituierte Carbin-Carbonyl-Verbindungen zu anionischen Keten- und Carbin-komplexen der VI.Nebengruppe mit der er 1984 an der TU München zum Dr. rer. nat. promoviert wurde. Die sich anschließende Postdoc-Phase führte 1992 zur Facultas Docendi in Chemie. Seine Habilitation erfolgte in der Gruppe von Wolfgang A. Herrmann an der TU München mit der Arbeit Metallzentrierte Kupplungsreaktionen von C1-Liganden Im selben Jahr war er zeitweilig Leiter in der Forschungsgruppe von M. L. H. Green an der Universität Oxford, ab Dezember 1992 dann Fellow am St. Matthews College in Oxford.
Filippou folgte 1993 einem Ruf auf die C3-Professur für Anorganische Chemie an der Humboldt-Universität zu Berlin, dann 2005 auf die W3-Professur für Anorganische Chemie an der Rheinischen-Friedrich-Wilhelms-Universität Bonn. Dort war er von 2007 bis 2009 und ist seit 2012 Direktor des Instituts für Anorganische Chemie der Universität. Von 2009 bis 2012 hatte er den Vorsitz der Fachgruppe Chemie der Universität Bonn inne.
1994 wurde Filippou das Dozenten-Stipendium des Verbandes der Chemischen Industrie zugesprochen.
Alexander Filippou hat wichtige Beiträge in der Erforschung der höheren Homologen des Kohlenstoffs (Si, Ge, Sn, Pb) geleistet, insbesondere in Bezug auf die Fähigkeit, Dreifachbindungen zu Übergangsmetallen auszubilden.